# Oscar A. Muttio
Oscar Alberto Muttio (Buenos Aires, Argentina; 4 de junio de 1928) es un músico, guitarrista y compositor argentino.
Comenzó su carrera musical como guitarrista estable de LU 13, Radio Necochea.
Durante su larga carrera ha acompañado a cantantes y músicos de jerarquía nacional e internacional, como Aníbal Troilo, Julio Sosa, etc. 
Posteriormente se dedicó a la docencia junto a su mujer, "Titina" Palacio de Muttio.
Reconocido luthier, sus obras son interpretadas por grandes guitarristas nacionales y han sido premiadas tanto en el país, como en Europa.
Actualmente reside en la ciudad balnearia de Necochea, provincia de Buenos Aires, donde aún ejerce la docencia.
- Datos: Q6053723